# Darling in the Franxx
Darling in the Franxx (japoneză: ダ ー リ ン ・ イ ン ・ ザ ・ フ ラ ン キ ス, Hepburn: Dārin In Za Furankisu), prescurtat ca DarliFra (ダ リ フ ラ, DariFura), este o serie de televiziune japoneză de ficțiune romantică din 2018, coprodusă de A -1 Pictures și Trigger și animat de Trigger și CloverWorks, care a avut premiera pe 13 ianuarie 2018. Seria a fost anunțată la comisia Trigger's Anime Expo 2017 în iulie 2017. O adaptare manga a lui Kentaro Yabuki și o altă manga cu benzi desenate cu patru panouri au început serializarea pe 14 ianuarie 2018.
Darling in the Franxx se află într-un viitor distopic în care degeneratele sunt create și îndoctrinate artificial doar pentru a apăra rămășițele civilizației. Povestea urmărește o echipă de zece piloți, concentrându-se în special pe parteneriatul dintre Hiro, un fost minune și Zero Two, un pilot hibrid uman și de elită care aspiră să devină complet uman. 
Animația (anime-ul) a început distribuția internațională simultan la lansarea sa internă. Serviciul de streaming Crunchyroll difuzează simultan seria la nivel internațional, iar Aniplus Asia difuzează serialul în Asia de Sud-Est. Partenerul de servicii Funimation a început lansarea dublată a seriei la 1 februarie 2018.

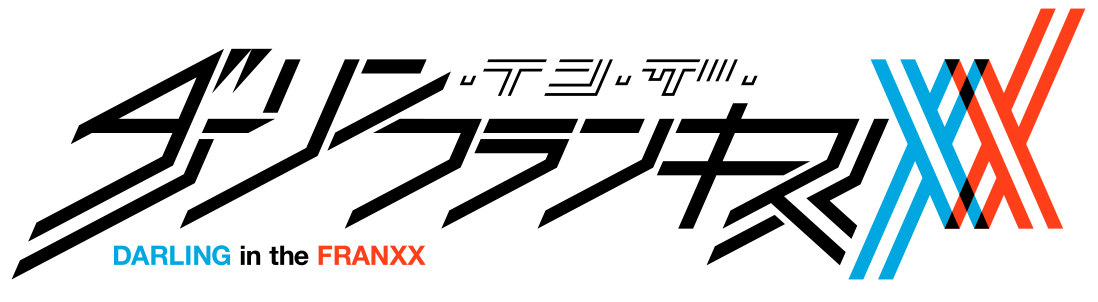
Logo-ul Darling in the franxx

„Kiss of Death” (stilizat ca „KISS OF DEATH”) este o melodie înregistrată de cântăreața japoneză Mika Nakashima, lansată ca single de Sony Music Associated Records pe 7 martie 2018. A fost scris și produs de Hyde de L'Arc-en-Ciel. Piesa marchează prima colaborare între Nakashima și Hyde în treisprezece ani, de la „Glamorous Sky”. „Sărutul morții” este tema de deschidere a seriei anime Tokyo MX Darling in the Franxx. Piesa principală a fost lansată digital în avans, după premierea celui de-al doilea episod al seriei, pe 20 ianuarie 2018.

## Descriere
Darling in the Franxx are loc într-un viitor post-apocaliptic distopic în care rămășițele civilizației umane au abandonat suprafața. Adulții și copiii există în medii contrastante unul față de celălalt. Adulții trăiesc în orașe avansate din punct de vedere tehnologic din cadrul plantațiilor și sunt nemuritori, dar procreația și relațiile dintre ei au devenit învechite și nedorite. Copiii creați artificial, denumiți „paraziți”, sunt lipsiți de individualitate și sunt educați doar pentru pilotarea lui Franxx în perechi pentru a apăra umanitatea. Copiii sunt ținuți izolat de societatea adultă în medii poreclite „cuști pentru păsări”, care o imită pe cea a unei epoci trecute, astfel încât să poată dezvolta răspunsurile emoționale necesare pilotului Franxx.
La începutul secolului al XXI-lea, progresul civilizației umane a fost accelerat de descoperiri inovatoare în tehnologia minieră, permițând extragerea energiei magmatică pentru o nouă sursă de energie, care să cuprindă toate costurile reduse. Oamenii de știință care contribuie la descoperirea formează „APE”, o organizație care ar câștiga o mare influență asupra politicii mondiale și a economiei globale ca urmare a descoperirilor lor. După descoperirea nemuririi umane, o mare parte din omenire a optat pentru a deveni nemuritoare, în ciuda efectului secundar al pierderii funcțiilor lor reproductive. Un cult al personalității îl înconjoară pe tata, președintele APE pe care toți oamenii vin să se închine asemănător cu un zeu. Acum, guvernând rămășițele civilizației, APE determină omenirea să abandoneze suprafața pustie a Pământului pentru siguranța relativă a cetăților mobile-orașe cunoscute sub numele de Plantații.

## Rezumat
Impinsă în pragul dispariției într-o lume post-apocaliptică, umanitatea se află în permanență amenințată de creaturi gigantice cunoscute sub numele de klaxosauri (叫 竜, kyoryū), care sunt subdivizate în cel puțin patru categorii în funcție de mărimea lor: „Conrad”, „Mohorovičić”, „Gutenberg” și „(Super) Lehmann”. Împinși în pragul anihilării, paraziții sunt ridicați spre pilotul mecha gigant cunoscut sub numele de Franxx(フ ラ ン キ ス, Furankisu ) în perechi băiat-fată. Un parazit mascul este denumit „stamină”, iar un parazit feminin este denumit „pistil” (părțile reproductive masculine și feminine ale unei flori, respectiv). Paraziții sunt creați artificial și au o durată de viață scurtă.
O echipă de zece paraziți este alocată echipei experimentale 13 din Plantația 13. Unul dintre ei, Hiro (Cod: 016), este un fost pilot-candidat prodigiu care nu se mai poate sincroniza cu partenerul său și amândoi nu reușesc să finalizeze antrenamentul program. În timp ce sări peste ceremonia de absolvire a echipei sale, Hiro o întâlnește Zero Two (Cod: 002), un pilot de elită Franxx cu sânge de klaxosaur, coarne roșii și o reputație infamă ca „Partenerul ucigaș”. Se zvonește că partenerii lui Zero Two sunt uciși după ce s-au împerecheat cu ea a treia oară. La scurt timp, un Klaxosaur atacă, întrerupând ceremonia de absolvire a lui Hiro și lăsând ucis partenerul lui Zero Two în acțiune. În ciuda zvonurilor, Hiro se oferă voluntar pentru a deveni noul ei partener, sau așa cum îl numește Zero Two, „dragul” ei (Dārin).